# James T. Blair
James Thomas Blair, Jr., född 15 mars 1902 i Maysfield, Missouri, död 12 juli 1962 i Kansas City, Missouri, var en amerikansk demokratisk politiker. Han var Missouris viceguvernör 1949–1957 och guvernör 1957–1961.
Blair var verksam som advokat och år 1925 var han stadsåklagare i Jefferson City. År 1947 tjänstgjorde han som Jefferson Citys borgmästare.
Blair efterträdde 1949 Walter Naylor Davis som viceguvernör och efterträddes 1957 av Edward V. Long. År 1957 efterträdde han sedan Phil M. Donnelly som guvernör och efterträddes 1961 av John M. Dalton.
Blair avled 1962 och gravsattes på Riverview Cemetery i Jefferson City.